# Agrypnus pretoriensis
Agrypnus pretoriensis is een keversoort uit de familie kniptorren (Elateridae). De wetenschappelijke naam van de soort is voor het eerst geldig gepubliceerd in 1966 door Cobos.